# Alexander Wentzell
Alexander Dmitrievich Wentzell (Александр Дмитриевич Вентцель; Moscou, 16 de fevereiro de 1937) é um matemático russo-estadunidense.
Wentzell obteve a graduação na Universidade Estatal de Moscou em 1958 com um doutorado 1964 no Instituto de Matemática Steklov em Moscou, orientado por Eugene Dynkin. Lecionou a partir de 1961 como docente na Universidade Estatal de Moscou e de 1966 a 1991 como professor assistente. Em 1984 recebeu o doutorado russo (Doktor nauk) na Universidade Estatal de Moscou. No ano acadêmico 1991–1992 foi professor visitante na Universidade de Maryland e no ano acadêmico de 1992–1993 na Universidade de Minnesota. É desde 1993 professor da Universidade Tulane.
Foi palestrante convidado do Congresso Internacional de Matemáticos em Helsinque (1978).

## Publicações selecionadas
- com Mark Freidlin: Random perturbations of dynamical systems, Grundlehren der mathematischen Wissenschaften 260, Springer 1984; 2nd edition. [S.l.: s.n.] 1998; 3rd edition. [S.l.: s.n.] 2012. ISBN 978-3-642-25846-6; translated by Joseph Szücs[3]